# Миссори, Филиппо
Филиппо Миссори (итал. Filippo Missori; родился 24 марта 2004 года, Рим, Италия) — итальянский футболист, защитник клуба «Сассуоло». Победитель чемпионата Европы до 19 лет в составе сборной Италии.

## Клубная карьера
Филиппо Миссори является воспитанником «Ромы». За клуб дебютировал в Лиге конференций в матче против «Зари».

## Карьера в сборной
За сборную до 15 и 16 лет сыграл 16 матчей, где забил 2 мяча. Участвовал в Средиземноморских играх 2022 года в Оране, где вместе с командой занял второе место, проиграв Франции 1:0. Всего за сборную до 18 и 19 лет сыграл 16 матчей.

## Достижения
«Рома»
- Победитель Лиги конференций: 2021/22

Сборная Италии
- Чемпион юношеского чемпионата Европы (до 19): 2023